# Estratificación (semillas)

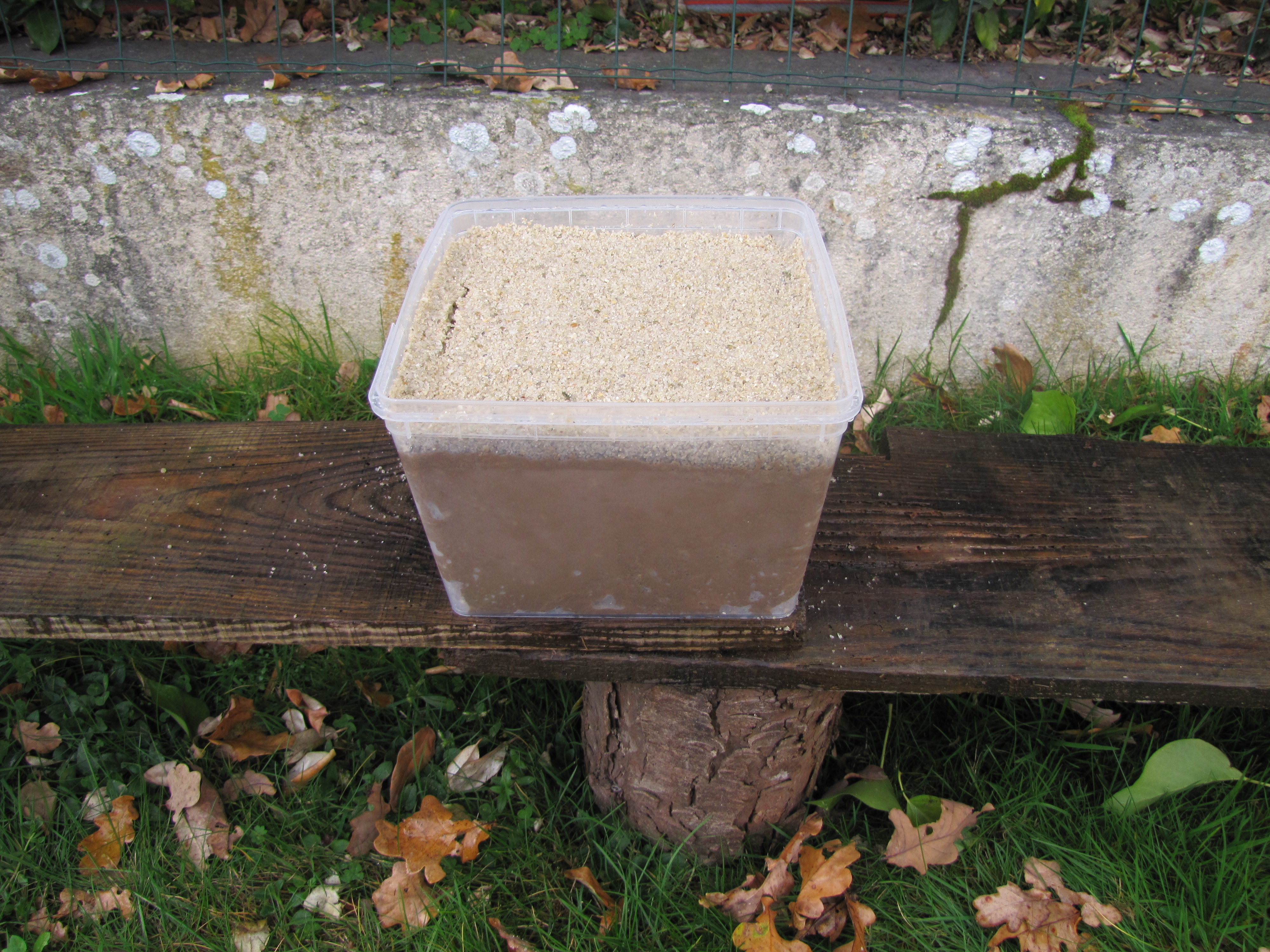
Semillas almacenadas durante el invierno en un contenedor con tierra y arena.

En horticultura, la estratificación es un proceso de tratamiento de semillas para simular las condiciones naturales que las semillas deben experimentar antes de que pueda ocurrir la germinación. Muchas especies de semillas tienen una fase de latencia embrionaria, y generalmente no brotarán hasta que esta latencia se rompa.
El término estratificación se remonta al menos a 1664 en Sylva, o Un Discurso de los Árboles Forestales y la Propagación de la Madera, donde las semillas se colocaron en capas (estratificadas) entre capas de suelo húmedo y expusieron estos estratos a las condiciones invernales. Por lo tanto, la estratificación se convirtió en el proceso por el cual las semillas fueron expuestas artificialmente a condiciones para estimular la germinación posterior.

## Estratificación en frío
La estratificación en frío es el proceso de someter las semillas a condiciones tanto frías como húmedas. Las semillas de muchos árboles, arbustos y plantas perennes requieren estas condiciones antes de que se produzca la germinación.

### En la naturaleza
En la naturaleza, la latencia de las semillas generalmente se vence cuando las semillas pasan tiempo en el suelo durante un período de invierno y su capa dura de semillas se suaviza por las heladas y la acción de la intemperie. Al hacerlo, la semilla experimenta una forma natural de "estratificación en frío" o pretratamiento. Este período frío y húmedo activa el embrión de la semilla; su crecimiento y posterior expansión eventualmente rompen la capa de semillas suavizadas en su búsqueda de sol y nutrientes.

### Proceso
En su forma más básica, cuando se controla el proceso de estratificación, el pretratamiento no es más que someter las semillas a almacenamiento en un ambiente fresco (idealmente + 1° a + 3 °C; no congelar) y húmedo durante un período suficiente para la especie en cuestión. Este período de tiempo puede variar de uno a tres meses.
Para lograr esto, las semillas se colocan en una bolsa de plástico sellada con vermiculita humedecida (o arena o incluso una toalla de papel humedecida), que se refrigera. Se usa tres veces más vermiculita que semillas. Es importante humedecer ligeramente la vermiculita, ya que la humedad excesiva puede hacer que las semillas se enmohezcan en la bolsa.

Remojar las semillas en agua fría durante 6-12 horas inmediatamente antes de colocarlas en estratificación en frío puede reducir la cantidad de tiempo necesario para la estratificación, ya que la semilla necesita absorber algo de humedad para permitir los cambios químicos que tienen lugar.
Después de pasar por el período recomendado de estratificación, las semillas están listas para ser removidas y sembradas en el vivero para germinación.
Alternativamente, la semilla se puede sembrar en pequeñas macetas llenas de tierra húmeda y luego todo dentro de una bolsa de plástico antes de colocarlo dentro de un refrigerador común.

### Preparando un medio de estratificación
Muchas fuentes recomiendan usar turba, una combinación de turba y arena, o vermiculita como medio para estratificar semillas en frío. El medio debe ser estéril para evitar daños a la semilla por parte de los patógenos, incluidos los hongos.

## Preparando la semilla
Las semillas se deben limpiar de cualquier material adicional (pulpa de fruta, fragmentos de hojas y vainas de semillas, escamas cónicas, etc.), pero no se deben quitar las cáscaras de las nueces.

## Estratificación cálida y fría
Cualquier semilla que se indique que necesita un período de estratificación en caliente seguido de una estratificación en frío debe someterse a las mismas medidas, pero las semillas también deben estratificarse primero en un área cálida, luego el período de frío en un refrigerador más tarde. La estratificación en caliente requiere temperaturas de 15-20 °C. En muchos casos, la estratificación en caliente seguida de los requisitos de estratificación en frío también se puede cumplir plantando las semillas en verano en un lecho acolchado para la germinación esperada en la primavera siguiente. Algunas semillas pueden no germinar hasta la segunda primavera.

## Uso de fungicida
El uso de un fungicida para humedecer la vermiculita estratificante ayudará a prevenir enfermedades fúngicas. El chinosol (sulfato de 8-quinolil potasio) es uno de esos fungicidas que se usa para inhibir las infecciones por Botrytis cinerea.
Se deben colocar diferentes semillas en bolsas diferentes en lugar de ponerlas todas en una bolsa, y es mejor dividir grandes cantidades en varias bolsas pequeñas. De esa manera, cualquier brote de hongos se limitará a solo algunas semillas. Si no se utiliza fungicida, se debe mantener un control minucioso de las semillas, eliminando las que muestren signos de moho o se ablanden y tengan un olor a descomposición.
Si se produce un brote de hongos, retire las semillas y vuelva a aplicar el fungicida, luego colóquelas en una bolsa nueva con vermiculita ligeramente humedecida. Siempre mantenga la bolsa sellada. Las semillas estratificadoras deben revisarse regularmente para detectar hongos o germinación. Si alguna semilla germina mientras está en el refrigerador, debe ser retirada y sembrada.

## Siembra y plántulas
El medio / suelo no es crítico siempre que el suelo sea liviano y esté ligeramente firme pero no muy compactado. La tierra para macetas esterilizada minimizará los problemas con Botrytis o Pythium enfermedad fúngica. Es mucho más probable que estos problemas ocurran si la circulación de aire es pobre.
La mayoría de las semillas solo deben plantarse a una profundidad igual a su propio grosor para poder germinar. Las semillas plantadas al aire libre se plantan un poco más profundo para evitar molestias causado por fuertes lluvias. El suelo debe estar ligeramente húmedo pero nunca empapado, ni dejar que se seque por completo.
La mayoría de las plántulas, ya sean cultivadas en macetas o camas, se benefician de una buena circulación de aire que desalienta el crecimiento de hongos y promueve tallos robustos.